# Philip Francis
Philip Francis (1708, Dublín - † 1773) fou un escriptor i traductor irlandès.

## Biografia
Philip Francis era fill del doctor John Francis, rector de St. Mary's, a Dublín. Arribà a Anglaterra el 1750 i dirigí durant un temps una institució privada. Després fou capellà de lord Holland, i fou l'educador del seu fill, el cèlebre Charles James Fox, i finalment fou nomenat capellà adjunt de Chelsea.
Ha traduït Horaci en versos i també Demòstenes i Èsquines. El seu fill, que també es deia Philip (22 d'octubre de 1740 - 23 de desembre de 1818) fou, gràcies a la protecció de Fox, contractat a feines importants i el 1773 fou escollit membre del Consell de Bengala.